# Національна бібліотека Румунії

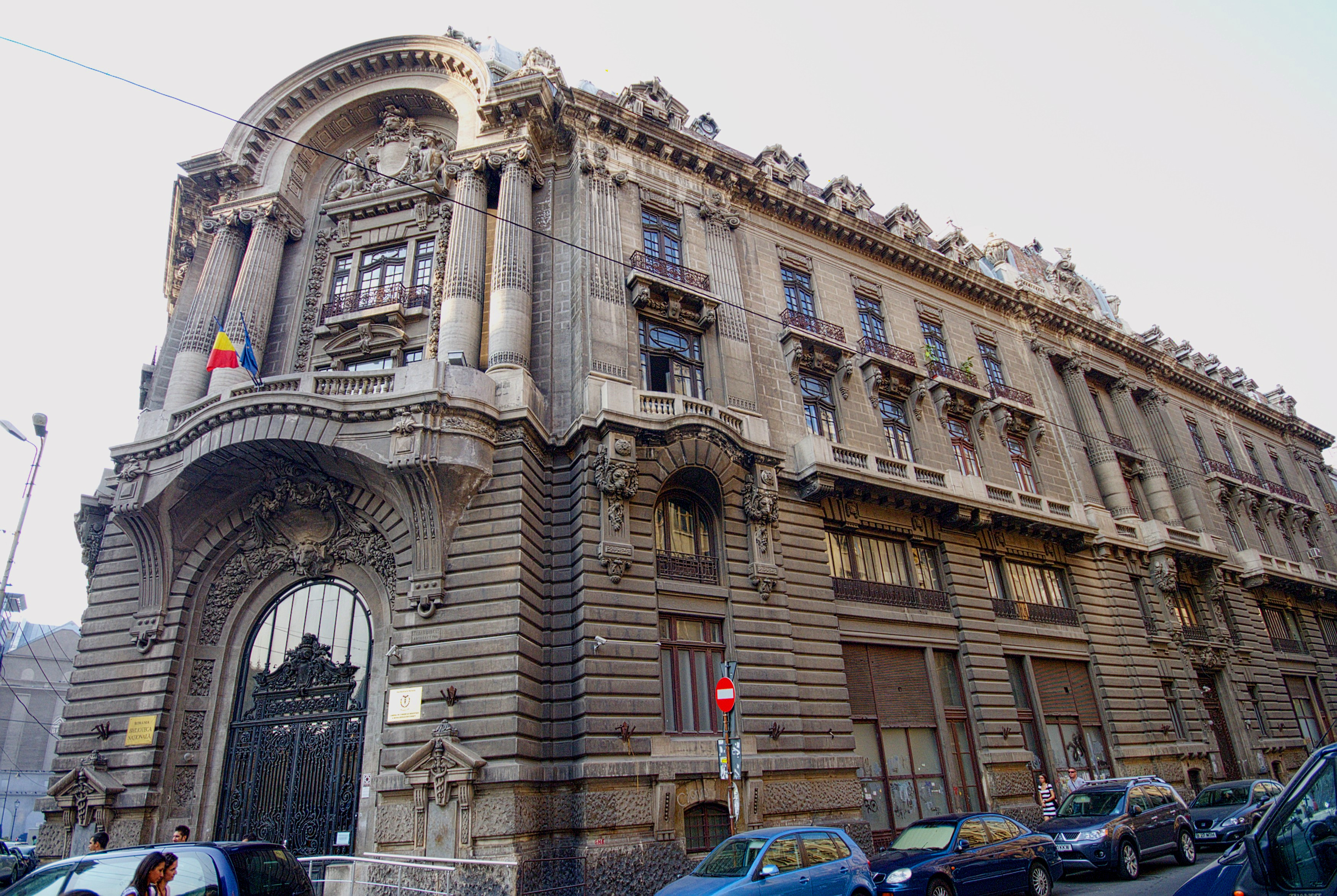
Попередня будівля бібліотеки (до 2012 року)

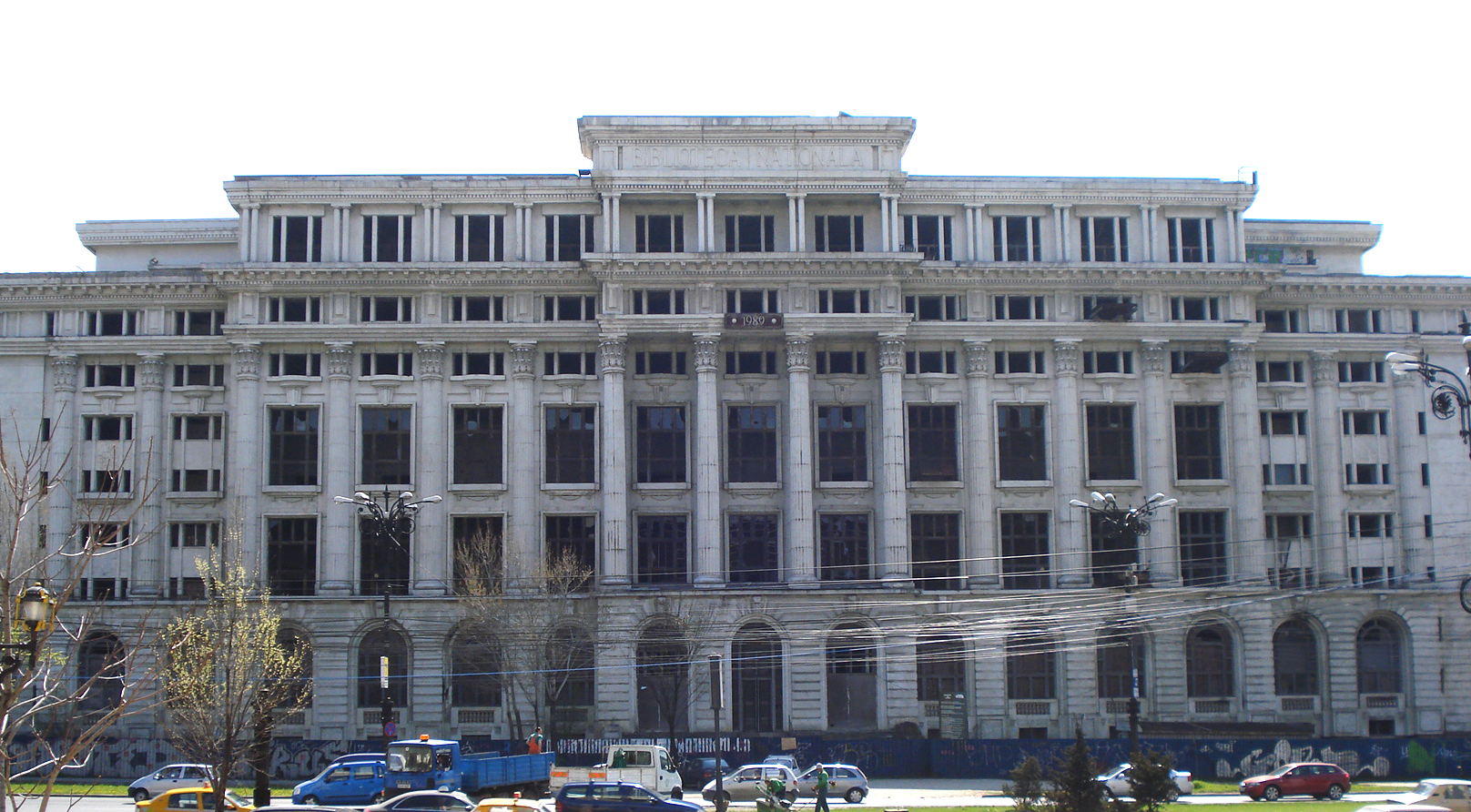
Нова будівля бібліотеки у 2007 році, до відновлення будівництва у 2009 році

Національна бібліотека Румунії (рум. Biblioteca Națională a României, BNaR, в минулому Центральна державна бібліотека) — найбільша бібліотека в Румунії, розташована у Бухаресті. За понад 100 років існування носила різні назви, залежно від політичного режиму в країні. Фонд бібліотеки становить близько 13 000 000 бібліографічних одиниць енциклопедичного характеру. До фондів належать поточні фонди (видання румунських та іноземних книг, газет і журналів) і фонди спеціальних колекцій (бібліографії, рукописи, історичні архіви, стара румунська періодика, марки, фотографії, карти, аудіо-візуальні матеріали). Бібліотека має свої філії в містах Алба-Юлія та Крайова.

## Історія
Національна бібліотека Румунії веде свою історію від бібліотеки коледжу Святого Сави, однієї з найстаріших і знакових бібліотек Румунії. Її було засновано 1859 року, коли 1000 книг французькою мовою були поміщені в архів. Після об'єднання Румунії в єдину державу в тому ж році бібліотека отримує національний статус (Національна та Центральна бібліотека, рум. Bibliotecă Naţională şi Bibliotecă Centrală). 1864 року вона стала називатися Центральною бібліотекою держави (рум. Biblioteca Centrală a Statului)
У році 1864 офіційною назвою бібліотеки стало Центральна державна бібліотека, ці назва і статус зберігалися до 1901, коли бібліотеку було розформовано. Колекції бібліотеки було передано Бібліотеці Румунської академії, яка отримала статус національної.
У році 1955 році була створено нову Державну центральну бібліотеку, що виконувала роль головної бібліотеки країни, відповідно до стандартів ЮНЕСКО. Нова Державна центральна бібліотека отримала частину фондів, що раніше належали старій Центральній державній бібліотеці.
У 1962 році Бібліотека Баттяні в Алба-Юлії стала філією Центральної державної бібліотеки.
Після подій грудня 1989 року, у січні 1990, Центральна державна бібліотека змінали назву на Національна бібліотека Румунії.
У 1990 році Бібліотека Омніа у Крайові стала другою філією Національної бібліотеки Румунії.

## Старе приміщення
Першим місцем розташування Центральної державної бібліотеки була будівля Палацу біржі в старому центрі Бухареста, недалеко від Університетської площі.
У той час, Національна бібліотека Румунії використовує й інші приміщення, наприклад, маєток Йонела Бретіану, що є історичною пам'яткою.

## Нова будівля
Нова будівля Національної бібліотеки, на бульварі Єдності 22, у Бухаресті, була спроектована давно, але не завершена до 1989 року. Після революції будівля мала бурхливу історію. 

Поки будівля стояла недобудованою, внаслідок невиділення коштів на будівництво, частини об'єкта деградували, а будівельні матеріали розкрадалися. У 2002 році вибухнув великий суперечка навколо будівництва, після його передачі його було передано у відомство RAAPPS для перетворення на резиденцію уряду. Від цього плану зрештою відмовилися.
У 2006 році Міністерством культури було прийнято рішення про перетворення будівлі на культурний центр та Національну бібліотеку. Реально роботи почалися навесні 2009 року.
У травні 2010 року, депутат PDL Silviu Prigoană висунув пропозицію розмістити в цьому будинку Парламенту Румунії, але його ініціатива не була підтримана.
Будівництво завершила компанія Aedificia Carpați, яка виграла на це тендер, на суму 69 млн леїв, без ПДВ, кінцева вартість інвестицій склала 106 мільйонів євро.
22 квітня 2012 року, патріарх Даниїл Румунської православної церкви освятив нову будівлю Національної бібліотеки Румунії, яку відкрили для відвідувачів 23 квітня 2012 року.
Бібліотека має 14 читальних залів і понад 12 мільйонів книг. У будівлі працює Національний центр патології та реставрації документів.